# Rautschua
Die Rautschua (russisch Раучуа) ist ein Fluss im Autonomen Kreis der Tschuktschen im Norden Ostsibiriens.

## Flusslauf
Die Rautschua entspringt an der Nordflanke des Ilirnei-Bergrückens (Илирнейский кряж) im Nordwesten des Autonomen Kreises der Tschuktschen. Sie fließt in nordwestlicher Richtung, durchschneidet dabei das Rautschuagebirge (Раучуанский хребет), verläuft südwestlich der Tschaunbucht und mündet schließlich in die Ostsibirische See. Die Rautschua hat eine Länge von 323 km. Sie entwässert ein Areal von 15.400 km².
Überreste von Mammuts wurden nahe dem Flusslauf der Rautschua gefunden.